# Helmut Marko
Dr. Helmut Marko (Graz, 1943. április 27.) osztrák autóversenyző, az 1971-es Le Mans-i 24 órás autóverseny győztese.

## Pályafutása
1971-ben a holland Gijs van Lenneppel megnyerte a Le Mans-i 24 órás autóversenyt. Kettősük egy Porsche 917K-val győzött a futamon, új távolsági rekordot felállítva. Gijs és Helmut 5335 kilométert tettek meg 24 óra alatt, mely rekord egészen a 2010-es futamig életben volt.
Rövid ideig versenyzett a Formula–1-es világbajnokságon is. Az 1972-es francia nagydíj után azonban fel kellett hagynia a versenyzéssel. A futamon egy kő verődött fel sisakjára és szeme súlyosan megsérült.
1999 óta vezeti a Red Bull utánpótlás-nevelő programját, melyben fiatal autóversenyzőket támogatnak.

## Eredményei

### Le Mans-i 24 órás autóverseny
| Év   | Csapat                       | Autó                    | Csapattárs      | Helyezés | Kiesés oka  |
| ---- | ---------------------------- | ----------------------- | --------------- | -------- | ----------- |
| 1970 | Martini International Racing | Porsche 908/02 Langheck | Rudi Lins       | 3.       |             |
| 1971 | Martini International Racing | Porsche 917             | Gijs van Lennep | Győzelem |             |
| 1972 | Autodelta Spa                | Alfa Romeo Tipo 33      | Vic Elford      | Kiesett  | Kuplunghiba |

### Teljes Formula–1-es eredménylistája
(Táblázat értelmezése)

(Félkövér: pole-pozícióból indult; dőlt: leggyorsabb kört futott) 

| Év   | Csapat               | Modell      | Motor       | 1      | 2      | 3   | 4     | 5      | 6      | 7      | 8      | 9      | 10     | 11     | 12  | helyezés | Pont |
| ---- | -------------------- | ----------- | ----------- | ------ | ------ | --- | ----- | ------ | ------ | ------ | ------ | ------ | ------ | ------ | --- | -------- | ---- |
| 1971 | Ecurie Bonnier       | McLaren M7C | Cosworth V8 | RSA    | ESP    | MON | NED   | FRA    | GBR    | GER Ni |        |        |        |        |     | -        | 0    |
| 1971 | Yardley-BRM          | BRM P153    | BRM V12     |        |        |     |       |        |        |        | AUT 11 | ITA Ki | CAN 12 |        |     | -        | 0    |
| 1971 | Yardley-BRM          | BRM P160    | BRM V12     |        |        |     |       |        |        |        |        |        |        | USA 13 |     | -        | 0    |
| 1972 | Austria-Marlboro BRM | BRM P153    | BRM V12     | ARG 10 | RSA 14 | ESP |       |        |        |        |        |        |        |        |     | -        | 0    |
| 1972 | Austria-Marlboro BRM | BRM P153B   | BRM V12     |        |        |     | MON 8 | BEL 10 |        |        |        |        |        |        |     | -        | 0    |
| 1972 | Austria-Marlboro BRM | BRM P160B   | BRM V12     |        |        |     |       |        | FRA Ki | GBR    | GER    | AUT    | ITA    | CAN    | USA | -        | 0    |